# Jar of Flies
Jar of Flies è il terzo EP del gruppo statunitense Alice in Chains, pubblicato il 25 gennaio 1994 dalla Columbia Records.
È stato il primo EP della storia a raggiungere la posizione numero uno nella classifica statunitense Billboard 200.
In alcuni paesi è stato distribuito come edizione limitata in doppio vinile insieme al precedente EP Sap (1992).

## Il disco
A detta del chitarrista Jerry Cantrell, venne scritto "in poco più di una settimana di alcool e solitudine". Venne registrato nella settimana tra il 7 ed il 14 settembre del 1993 al London Bridge Studio di Seattle ed è considerato da molti come un piccolo capolavoro degli anni novanta, anche se il sound è molto distante da quello duro e aggressivo tipico delle altre produzioni della band di Seattle.
È il primo lavoro completo che vede il contributo di Mike Inez al basso, che firma la musica di quattro dei sette brani, dopo aver debuttato nel singolo What the Hell Have I?.
Ben tre dei sette brani sono stati estratti come singoli: No Excuses, un tributo di Jerry Cantrell alla sua complicata ma fraterna amicizia con il cantante Layne Staley, la suggestiva I Stay Away e Don't Follow. Altri brani sono comunque diventati dei classici, come Rotten Apple, ma soprattutto Nutshell, una delle canzoni più amate dai fan degli Alice in Chains. Per No Excuses e I Stay Away è stato anche girato un video.
Secondo quanto dichiarato da Layne Staley in un'intervista, il nome dell'album proviene da un esperimento che il chitarrista Jerry Cantrell vide alle scuole elementari. Vennero presi due vasi contenenti entrambi delle mosche, quelle contenute nel primo vaso vennero nutrite in eccesso, le altre vennero nutrite meno del necessario. Inizialmente nel primo vaso le mosche fiorirono e si moltiplicarono prosperose, ma poi morirono a causa della sovrappopolazione. Al contrario la maggior parte delle mosche del secondo vaso sopravvisse per tutto l'anno.
I testi dei brani sono scritti dal cantante Layne Staley, ad eccezione del brano strumentale Whale & Wasp e dei brani No Excuses e Don't Follow, i cui testi sono opera di Jerry Cantrell.

## Tracce
1. Rotten Apple – 6:58 (testo: Layne Staley – musica: Jerry Cantrell, Mike Inez)
2. Nutshell – 4:19 (testo: Layne Staley – musica: Jerry Cantrell, Mike Inez, Sean Kinney)
3. I Stay Away – 4:14 (testo: Layne Staley – musica: Jerry Cantrell, Mike Inez)
4. No Excuses – 4:15 (Jerry Cantrell)
5. Whale & Wasp – 2:37 (musica: Jerry Cantrell)
6. Don't Follow – 4:22 (Jerry Cantrell)
7. Swing on This – 4:04 (testo: Layne Staley – musica: Jerry Cantrell, Mike Inez, Sean Kinney)

## Formazione
Gruppo
- Layne Staley – voce
- Jerry Cantrell – chitarra, voce
- Mike Inez – basso, cori
- Sean Kinney – batteria, percussioni

Altri musicisti
- Randy Bird, Darrell Peters – cori
- April Acevez – viola
- Rebecca Clemons-Smith – violino
- Justine Foy – violoncello
- Matthew Weiss – violino
- David Atkinson – armonica a bocca

## Classifiche
| Classifica (1994) | Posizione massima |
| ----------------- | ----------------- |
| Australia         | 2                 |
| Austria           | 22                |
| Canada            | 5                 |
| Finlandia         | 3                 |
| Germania          | 25                |
| Norvegia          | 7                 |
| Nuova Zelanda     | 1                 |
| Paesi Bassi       | 17                |
| Regno Unito       | 4                 |
| Stati Uniti       | 1                 |
| Svezia            | 6                 |
| Svizzera          | 31                |

## Valutazioni
- The metal observer: [15]
- Ultimate guitar: [16]
- Sputnikmusic: [17]
- Metallized: 95/100[18]
- reviewstream: [19]
- Scott Floman: A+[20]
- Cd Universe: [21]